# Bet Debora
Bet Debora ist ein europäisches Netzwerk jüdischer Feministinnen, das aus einer 1998 in Berlin gegründeten Initiative hervorgegangen ist. Der Name setzt sich aus dem hebräischen Wort für Haus (Bet) und dem Namen der biblischen Heldin Debora – sie war Prophetin, Richterin und Politikerin – zusammen.

## Ziele
Bet Debora möchte ein Forum des Austauschs zwischen jüdischen Frauen in Europa bieten, die als Rabbinerinnen, Kantorinnen, Aktivistinnen, Gemeindepolitikerinnen, Wissenschaftlerinnen oder Künstlerinnen die Erneuerung jüdischen Lebens in Europa mitgestalten. Im Mittelpunkt steht dabei der Dialog zwischen Frauen aus Ost- und Westeuropa. Bet Debora setzt sich für die Förderung eines jüdisch-feministischen Bewusstseins und jüdischer Frauenbildung und -forschung auf europäischer Ebene und für die Integration der Erfahrungen jüdischer Frauen in die jüdische Tradition sowie des jüdisch-feministischen Diskurses in die Gesamtgesellschaft ein.

## Tagungen
Im Mai 1999 organisierte Bet Debora die erste Tagung europäischer Rabbinerinnen, Kantorinnen, rabbinisch gelehrter und interessierter Jüdinnen und Juden in Berlin. Sie verfolgte das Ziel, den sich damals vollziehenden Emanzipationsprozess jüdischer Frauen europaweit zu beleuchten und die Konsequenzen, die sich aus dieser Entwicklung für die Gestaltung jüdischen Lebens und der Beziehungen zur nichtjüdischen Umwelt ergeben, zu diskutieren. Es folgten zwei weitere Tagungen in Berlin, 2001 mit dem Titel „Die jüdische Familie – Mythos und Realität“ und 2003 zum Thema „Macht und Verantwortung“. Gemäß dem Ziel von Bet Debora, die Beziehungen und den Gedankenaustausch ost- und westeuropäischer jüdischer Frauen zu intensivieren, wurde die vierte Tagung (2006) in Kooperation mit der Budapester jüdisch-feministischen Gruppe Eszter Táska („Esthers Tasche“) und der Central European University (Budapest), Department of Gender Studies, zum Thema „Diversities“ organisiert. Die 5. Tagung, „Migration, Communication and Home“ fand 2009 in Sofia in Zusammenarbeit mit der dortigen jüdischen Gemeinde statt, gefolgt von der 6. Tagung in Wien, die dem Thema „Tikkun Olam – Der Beitrag jüdischer Frauen für eine bessere Welt“ gewidmet war. Im April 2015 fand die siebte Tagung mit dem Titel „Engendering Jewish Politics – Redefining the Role of Women“ in England statt. Gemeinsam mit der Bente-Kahan-Stiftung (Wrocław) und der Organisation Czulent (Krakau) lud Bet Debora im September 2016 zur achten Tagung unter dem Motto „Creating Alternatives - Jewish Women in Europe“ nach Wrocław, der Kulturhauptstadt Europas, ein. Dreißig Jahre nach Fall des Eisernen Vorhangs und zwanzig Jahre nach Gründung von Bet Debora in Berlin trafen sich jüdische Frauen im September 2019 zur 9. Tagung in Belgrad: „Jewish Women: Being Present, Bringing Change“ war das Thema.
In Berlin organisiert Bet Debora regelmäßig Veranstaltungen.

## Veröffentlichungen
- Tagung europäischer Rabbinerinnen, Kantorinnen, rabbinisch gelehrter und interessierter Jüdinnen und Juden. Berlin 2000.
  - Engl. Conference of European Women Rabbis, Cantors, Rabbinically Educated and Interested Jewish Women and Men. Berlin 2000.
  - Russisch Конференция европейских женщин-раввинов, женщин-канторов, получивших образование Раввина и проявляющих интерес к этой теме евреек и евреев. Berlin 2000.
- Die jüdische Familie. Mythos und Realität. 2. Tagung europäischer Rabbinerinnen, Kantorinnen, jüdischer Gelehrter und Aktivistinnen. Berlin 2001.
  - Engl. The Jewish Family. Myth and Reality – 2. Conference of European Women Rabbis, Cantors, Jewish Scholars and Activists. Berlin 2001.
  - Russ. Еврейская семья. Мифы и реальность – 2. конференция европейских женщин-раввинов, канторов, активистов еврейского движения и учёных. Berlin 2001.
- Bertha Pappenheim: Gebete / Prayers. Mit einem Nachwort von Margarete Susman. Translated into English by Estelle Forchheimer. Hrsg. von Elisa Klapheck und Lara Dämmig. Hentrich & Hentrich, Berlin 2003, ISBN 3-933471-41-9.
- Judit Gazsi, Andrea Pető, Zsuzsanna Toronyi (Hrsg.): Gender, Memory and Judaism. Budapest/Herne 2007, ISBN 978-963-506-742-8.
- Tania Reytan-Marincheshka (Hrsg.): Migration, Communication & Home. Jewish Tradition, Change and Gender in a Global World. Sofia 2011, ISBN 978-954-607-802-5.

Periodikum
- Bet Debora Journal: Generationen / Generations. Hentrich & Hentrich, Berlin 2014, ISBN 978-3-95565-049-0.
- Bet Debora Journal: Tikkun Olam – Der Beitrag jüdischer Frauen zu einer besseren Welt. Hentrich & Hentrich, Berlin 2014, ISBN 978-3-95565-066-7.
- Bet Debora Journal: Engendering Jewish Politics – Frauenpolitik für ein modernes Judentum. Hentrich & Hentrich, Berlin 2016 ISBN 978-3-95565-131-2.
- Bet Debora Journal: Jewish Women in Europe: Creating Alternatives / Alternativen schaffen: Jüdische Frauen in Europa. Hentrich & Hentrich, Berlin 2018, ISBN 978-3-95565-264-7.